# Brad Guzan
Bradley Erwin (Brad) Guzan (Evergreen Park, 9 september 1984) is een Amerikaans voetballer, die als doelman speelt.  Sinds 2017 komt hij uit voor Atlanta United. Guzan speelt sinds 2006 ook voor het Amerikaans voetbalelftal.

## Clubcarrière
Samen met een andere Amerikaan belandde Guzan in de zomertransferperiode van 2008 bij Aston Villa. Zijn landgenoot Brad Friedel kwam over van Blackburn Rovers, terwijl Guzan de MLS en Chivas USA verliet voor een Europees avontuur.
Tussen 1 januari 2011 en 9 april 2011 speelde Guzan zestien duels op huurbasis voor Hull City. Tijdens het seizoen 2012/13 begon Shay Given als eerste doelman van Aston Villa, maar na enkele optredens kreeg Guzan de kans van coach Paul Lambert. In de Premier League was Guzan vervolgens in de seizoenen 2012/13, 2013/14 en 2014/15 en 2015/16 basisspeler.
Nadat Aston Villa in 2016 degradeerde uit de Premier League, tekende Guzan in juli 2016 een contract tot medio 2018 bij Middlesbrough, dat in het voorgaande seizoen juist promoveerde naar het hoogste niveau.
In januari 2017 tekende Guzan bij Atlanta United in de Verenigde Staten. Met de club won hij op 8 december 2018 de MLS Cup.

## Interlandcarrière
Guzan werd in 2006 de tweede doelman van het nationale team van de Verenigde Staten achter Tim Howard. Hij behoorde tot de 23-koppige selecties die deelnamen aan het wereldkampioenschap 2010 in Zuid-Afrika en het wereldkampioenschap 2014 in Brazilië, maar kwam op beide toernooien niet in actie.

## Statistieken
| Seizoen        | Club           | Competitie     | Competitie | Competitie | Beker | Beker | Continentaal | Continentaal | Totaal | Totaal |
| Seizoen        | Club           | Competitie     | Wed.       | Dlp.       | Wed.  | Dlp.  | Wed.         | Dlp.         | Wed.   | Dlp.   |
| -------------- | -------------- | -------------- | ---------- | ---------- | ----- | ----- | ------------ | ------------ | ------ | ------ |
| 2005           | Chivas USA     | MLS            | 24         | 0          | 2     | 0     | —            | —            | 24     | 0      |
| 2006           | Chivas USA     | MLS            | 15         | 0          | 1     | 0     | —            | —            | 16     | 0      |
| 2007           | Chivas USA     | MLS            | 29         | 0          | —     | —     | —            | —            | 29     | 0      |
| 2008           | Chivas USA     | MLS            | 15         | 0          | 1     | 0     | —            | —            | 16     | 0      |
| 2008/09        | Aston Villa    | Premier League | 1          | 0          | 2     | 0     | 5            | 0            | 8      | 0      |
| 2009/10        | Aston Villa    | Premier League | —          | —          | 8     | 0     | 2            | 0            | 10     | 0      |
| 2010/11        | Aston Villa    | Premier League | —          | —          | 1     | 0     | 2            | 0            | 3      | 0      |
| 2010/11        | → Hull City    | Championship   | 16         | 0          | —     | —     | —            | —            | 16     | 0      |
| 2011/12        | Aston Villa    | Premier League | 7          | 0          | 2     | 0     | —            | —            | 9      | 0      |
| 2012/13        | Aston Villa    | Premier League | 36         | 0          | 1     | 0     | —            | —            | 37     | 0      |
| 2013/14        | Aston Villa    | Premier League | 38         | 0          | —     | —     | —            | —            | 38     | 0      |
| 2014/15        | Aston Villa    | Premier League | 34         | 0          | —     | —     | —            | —            | 34     | 0      |
| 2015/16        | Aston Villa    | Premier League | 28         | 0          | 4     | 0     | —            | —            | 32     | 0      |
| 2016/17        | Middlesbrough  | Premier League | 10         | 0          | 4     | 0     | —            | —            | 14     | 0      |
| 2017           | Atlanta United | MLS            | 15         | 0          | —     | —     | —            | —            | 15     | 0      |
| 2018           | Atlanta United | MLS            | 38         | 0          | —     | —     | —            | —            | 38     | 0      |
| 2019           | Atlanta United | MLS            | 37         | 0          | 4     | 0     | 4            | 0            | 45     | 0      |
| 2020           | Atlanta United | MLS            | 23         | 0          | —     | —     | 4            | 0            | 27     | 0      |
| 2021           | Atlanta United | MLS            | 30         | 0          | —     | —     | 3            | 0            | 33     | 0      |
| 2022           | Atlanta United | MLS            | 7          | 0          | —     | —     | —            | —            | 7      | 0      |
| 2023           | Atlanta United | MLS            | 30         | 0          | 2     | 0     | —            | —            | 32     | 0      |
| 2024           | Atlanta United | MLS            | 36         | 0          | —     | —     | —            | —            | 36     | 0      |
| Carrièretotaal | Carrièretotaal | Carrièretotaal | 433        | 0          | 29    | 0     | 20           | 0            | 482    | 0      |

Bijgewerkt tot en met 11 november 2024.

## Erelijst
| Competitie        |                  |                  |                  |                  |
| Competitie        | Aantal           | Jaren            |                  |                  |
| Verenigde Staten  | Verenigde Staten | Verenigde Staten | Verenigde Staten | Verenigde Staten |
| ----------------- | ---------------- | ---------------- | ---------------- | ---------------- |
| CONCACAF Gold Cup | 3x               | 2007, 2017, 2021 |                  |                  |
| Atlanta United FC |                  |                  |                  |                  |
| MLS Cup           | 1x               | 2018             |                  |                  |
| US Open Cup       | 1x               | 2019             |                  |                  |
| Campeones Cup     | 1x               | 2019             |                  |                  |

1 Guzan ·
2 Escobar ·
3 Parkhurst  ·
4 Pogba ·
5 González Pírez ·
6 Nagbe ·
7 J. Martínez ·
8 Barco ·
9 Williams ·
10 G. Martínez ·
11 Remedi ·
12 Robinson ·
13 Moore ·
15 Villalba ·
18 Larentowicz ·
19 Vazquez ·
20 Shea ·
21 Bello ·
22 Ambrose ·
23 Kunga ·
24 Gressel ·
25 Kann ·
26 Gallagher ·
27 Goslin ·
28 Pereira ·
30 Carleton ·
32 Kratz ·
33 Wild ·
Coach: De Boer
· Assistent-coach: Trustfull
1 Seitz ·
2 Wynne ·
3 Orozco ·
4 Bradley ·
5 McCarty ·
6 Edu ·
7 Holden ·
8 Szetela ·
9 Davies ·
10 Feilhaber ·
11 Adu ·
12 Altidore ·
13 Ianni ·
14 Rogers ·
15 Parkhurst ·
16 Kljestan ·
17 McBride ·
18 Guzan ·
Coach: Nowak
1 Howard ·
2 Yedlin ·
3 Gonzalez ·
4 Bradley ·
5 Besler ·
6 Brooks ·
7 Beasley ·
8 Dempsey ·
9 Jóhannsson ·
10 Diskerud ·
11 Bedoya ·
12 Guzan ·
13 Jones ·
14 Davis ·
15 Beckerman ·
16 Green ·
17 Altidore ·
18 Wondolowski ·
19 Zusi ·
20 Cameron ·
21 Chandler ·
22 Rimando ·
23 Johnson ·
Coach: Klinsmann